# German Football League 2 2015
Die Saison 2015 der German Football League 2 war die 34. Saison der GFL2, der zweithöchsten Spielklasse des American Football in Deutschland.

## Ligaaufteilung
| GFL2 Nord                 | GFL2 Nord    | GFL2 Süd              | GFL2 Süd    |
| ------------------------- | ------------ | --------------------- | ----------- |
| Team                      | Vorjahr      | Team                  | Vorjahr     |
| Bielefeld Bulldogs        | 4. GFL2 Nord | Darmstadt Diamonds    | 7. GFL2 Süd |
| Bonn Gamecocks            | 6. GFL2 Nord | Frankfurt Universe    | 3. GFL2 Süd |
| Cologne Crocodiles        | 3. GFL2 Nord | Holzgerlingen Twister | 5. GFL Süd  |
| Elmshorn Fighting Pirates | 8. GFL2 Nord | Ingolstadt Dukes (N)  | 1. RL Süd   |
| Hildesheim Invaders       | 5. GFL2 Nord | Kirchdorf Wildcats    | 1. GFL2 Süd |
| Lübeck Cougars            | 2. GFL2 Nord | München Rangers (N)   | 2. RL Süd   |
| Potsdam Royals (N)        | 1. RL Ost    | Nürnberg Rams         | 4. GFL2 Süd |
| Paderborn Dolphins (N)    | 1. RL Nord   | Wiesbaden Phantoms    | 2. GFL2 Süd |

- Vorjahr = Platzierung und Liga des Vorjahres
- RL = Regionalliga
- (N) Aufsteiger aus der Regionalliga
- (A) Absteiger aus der GFL

In der Gruppe Nord waren die Elmshorn Fighting Pirates als 8. der Saison 2014 eigentlich abgestiegen. Im Nachrückeverfahren wurde jedoch der durch den Aufstieg der Hamburg Huskies in die GFL frei gewordene Platz an sie vergeben. In den Relegationsspielen zum Aufstieg aus den Regionalligen konnten sich die Paderborn Dolphins (1. RL West) gegen die Potsdam Royals (1. RL Nord) durchsetzen. Die Osnabrück Tigers (1. RL West) hatten sich eigentlich sportlich für die GFL2 qualifiziert und auch die Relegationsspiele gewonnen. Allerdings stellten sie anschließend keinen Lizenzantrag. Deshalb wurde entschieden, dass die Potsdam Royals den freien Platz in der GFL2 Nord erhalten.
In der Gruppe Süd sind die Frankfurt Pirates als 8. der Saison 2014 abgestiegen. Die Ravensburg Razorbacks erklärten im Rahmen des Lizenzierungsverfahrens ihren freiwilligen Verzicht auf einen Startplatz in der GFL2 Süd. Aufgestiegen sind die Ingolstadt Dukes (1. RL Süd), die sich bei den Play-off-Spielen gegen die Langen Knights durchsetzen konnten und die München Rangers (2. RL Süd), die ihrerseits die Albershausen Crusaders geschlagen haben.

## Statistik

### Tabellen

#### GFL2 Nord
Aufgrund des fehlenden Teams in der GFL Nord qualifizierte sich in dieser Saison der Erstplatzierte der GFL2 Nord direkt für den Aufstieg in die GFL.  Darüber hinaus gab es nur einen Absteiger.
| Pl | Verein                    | Sp | S  | N  | U | Punkte | TD      | Diff. |
| -- | ------------------------- | -- | -- | -- | - | ------ | ------- | ----- |
| 1  | Hildesheim Invaders       | 14 | 10 | 3  | 1 | 21:70  | 573:401 | +172  |
| 2  | Lübeck Cougars            | 14 | 9  | 4  | 1 | 19:90  | 547:448 | 0+99  |
| 3  | Paderborn Dolphins        | 14 | 8  | 6  | 0 | 16:12  | 455:322 | +133  |
| 4  | Cologne Crocodiles        | 14 | 8  | 6  | 0 | 16:12  | 379:329 | 0+50  |
| 5  | Potsdam Royals            | 14 | 7  | 7  | 0 | 14:14  | 369:321 | 0+48  |
| 6  | Bonn Gamecocks            | 14 | 5  | 8  | 1 | 11:17  | 374:489 | −115  |
| 7  | Bielefeld Bulldogs N      | 14 | 5  | 8  | 1 | 11:17  | 377:460 | 0−83  |
| 8  | Elmshorn Fighting Pirates | 14 | 2  | 12 | 0 | 04:24  | 320:624 | −284  |

_ Aufstieg in die GFL

_ Abstieg in Regionalliga

#### GFL2 Süd
| Pl | Verein                  | Sp | S  | N  | U | Punkte | TD      | Diff. |
| -- | ----------------------- | -- | -- | -- | - | ------ | ------- | ----- |
| 1  | Frankfurt Universe      | 14 | 14 | 0  | 0 | 28:0   | 601:204 | +397  |
| 2  | Ingolstadt Dukes        | 14 | 11 | 3  | 0 | 22:06  | 476:182 | +294  |
| 3  | Kirchdorf Wildcats      | 14 | 9  | 5  | 0 | 18:10  | 481:309 | +172  |
| 4  | Nürnberg Rams           | 14 | 8  | 6  | 0 | 16:12  | 466:397 | +069  |
| 5  | Wiesbaden Phantoms      | 14 | 7  | 7  | 0 | 14:14  | 291:369 | −078  |
| 6  | Holzgerlingen Twister S | 14 | 3  | 11 | 0 | 06:22  | 214:435 | −221  |
| 7  | Darmstadt Diamonds      | 14 | 3  | 11 | 0 | 06:22  | 158:487 | −329  |
| 8  | München Rangers S       | 14 | 1  | 13 | 0 | 02:26  | 255:559 | −304  |

_ Qualifikation zu den Aufstiegs-Play-offs

_ Abstieg in die Regionalliga

### Auf- und Abstieg

#### Nord
Da in der Gruppe Nord in der German Football League nur sieben Teams antraten, gab es 2015 auch keine Relegation um den Aufstieg im Norden.  Als Meister der GFL2 Nord qualifizierten sich die Hildesheim Invaders sportlich für die GFL. Nach Ablauf der Saison meldeten die Invaders offiziell für die GFL Nord 2016.
Aufgrund des Aufstiegs der Hildesheim Invaders und des fehlenden Absteigers aus der GFL Nord verblieben die Bielefeld Bulldogs trotz des sportlichen Abstiegs in der GFL2 Nord.

#### Süd
Als Meister der German Football League 2 musste Frankfurt Universe gegen die Franken Knights, den Letzten der Gruppe Süd der German Football League, in die Relegation. Die Vereinsführung der Franken Knights erklärte jedoch einen Verzicht auf die Relegationsspiele. Dadurch stand Frankfurt Universe automatisch als Aufsteiger in die GFL Süd fest.
Da Holzgerlingen Twister keinen Lizenzantrag für die Saison 2016 stellte, verblieben die München Rangers in der GFL2 Süd.